# Nguyễn Trần Diệu Thúy
Nguyễn Trần Diệu Thuý (sinh ngày 9 tháng 12 năm 1989) hay còn gọi là Tyra Diệu Thuý, từng là một diễn viên, người mẫu Việt Nam, nay là một cơ phó của hãng hàng không Bamboo Airways, đồng thời là nữ phi công đầu tiên và duy nhất của hãng hàng không này cho đến năm 2020.

## Tiểu sử
Nguyễn Trần Diệu Thúy sinh ngày 9 tháng 12 năm 1989 tại Quảng Trị. Cô từng là sinh viên Trường Đại học Tôn Đức Thắng và đã tốt nghiệp ngành Môi trường và bảo hộ lao động. Năm 2008, cô ra mắt làng giải trí Việt Nam thông qua cuộc thi Hot Vteen và được biết đến là thí sinh có khả năng ba lê xuất sắc dù không được đào tạo chuyên nghiệp. Nhờ gây ấn tượng trong cuộc thi, cô được đạo diễn Vũ Ngọc Đãng đề nghị tham gia bộ phim Đẹp từng centimet. Trong khoảng thời gian này, cô tham gia và giành được giải thưởng ở vài cuộc thi sắc đẹp cỡ nhỏ, đồng thời trở thành người mẫu ảnh cho các tạp chí tuổi teen.

### Sự nghiệp diễn xuất
Bộ phim đầu tiên của Diệu Thúy là Dốc sương mù với vai trò nữ chính H'Mây. Đây là một bộ phim về tình yêu, tình người nơi núi rừng Tây Nguyên đã được phát sóng trên QTV, HTV và VTV9. Sau khi bộ phim phát sóng, Diệu Thúy đã được chú ý nhờ hình ảnh thiếu nữ dân tộc hiền lành với nét đẹp trong veo. Bộ phim đóng cùng nam người mẫu Đức Tiến này có dấu ấn đặc biệt trong sự nghiệp diễn viên của cô, cô thường xuyên được nhắc đến với cách gọi "nữ diễn viên Dốc sương mù".
Sau khi trở thành "Miss Sunplay", Diệu Thúy gây ấn tượng với vai "Lê" trong bộ phim Huyền thoại 1C - bộ phim tái hiện lại cuộc sống và quá trình chiến đấu khốc liệt của các thanh niên xung phong ở chiến trường Tây nam bộ trong Chiến tranh Việt Nam vào những năm 1960. Bộ phim đã lên sóng HTV9 vào năm 2012 và VTV1 vào năm 2013. Diệu Thúy đã được biết đến nhiều hơn nhờ nhan sắc nổi bật và vai diễn trong bộ phim này.
Năm 2012, nhờ sự thành công của bộ phim Dốc sương mù, Diệu Thúy đã được đạo diễn Hoàng Trung mời đóng bộ phim hình sự Những mảnh đời giông bão với vai An Lành - một cô gái mồ côi nhưng cứng cỏi và đã trở thành cảnh sát với khả năng đọc suy nghĩ của nghi phạm. Bộ phim được phát sóng trên HTV9 này là bộ phim đầu tiên của một hãng phim tư nhân được lên sóng vào khung giờ phim chính luận của TFS. Sau đó, cô liên tiếp đóng nhiều bộ phim khác như Người giúp việc, Đồng tiền đen, Bên kia sông. Những bộ phim cô tham gia đều có sự góp mặt của nhiều nghệ sĩ nổi tiếng, đặc biệt là bộ Bên kia sông có sự tham gia của nhiều nghệ sĩ ưu tú như Việt Anh, Tạ Minh Tâm, Tuyết Thu, Mỹ Uyên, Hạnh Thúy.

### Trở thành phi công
Sau khi kết thúc bộ phim Đồng tiền đen vào năm 2013, Diệu Thúy thực hiện lời hứa với cha mẹ là làm việc theo đúng chuyên ngành học, cô từ bỏ nghiệp diễn viên và trở thành Kỹ sư an toàn tại một công ty nội thất Bình Dương. Tuy nhiên đến đầu năm 2014, cô đã quyết định nghỉ việc. Trong quá trình đi du lịch trải nghiệm, cô đã ứng tuyển và trở thành tiếp viên cho hãng hàng không Etihad Airways của Các Tiểu vương quốc Ả Rập Thống nhất. Sau hai năm với nghề tiếp viên hàng không, cô quyết định học và trở thành phi công.
Tháng 6 năm 2016, Diệu Thúy trở về Việt Nam và tham gia thi tuyển vào trường Phi công Bay Việt. Sau đó, cô quyết định sang Mỹ để học thực hành bay và tốt nghiệp vào tháng 2 năm 2018. Diệu Thúy là nữ diễn viên Việt Nam đầu tiên trở thành phi công. Trong khoảng thời gian ở Mỹ học thực hành bay, cô đã tốt nghiệp sớm hơn dự tính và trở thành phi công chuyên lái máy bay thương mại nhỏ. Đến tháng 5 năm 2018, cô quyết định trở về Việt Nam tìm cơ hội trở thành phi công cho một hãng bay thương mại. Đến năm 2019, cô đã trở thành nữ phi công đầu tiên của hãng hàng không Bamboo Airways vừa thành lập thời điểm đó ở Việt Nam. Theo VnExpress, hiện ở Việt Nam chỉ có khoảng 20 nữ phi công như Diệu Thúy.

## Đời tư
Theo những bài phỏng vấn cá nhân, Diệu Thúy cho biết gia đình cô chỉ là gia đình phổ thông ở vùng quê nghèo, cha mẹ đều là giáo viên về hưu. Trong khoảng thời gian học tập và làm việc tại Mỹ, cô đã quen với Antoine Aubry - một giám đốc khách sạn tại Pháp sinh năm 1980. Đám cưới của cả hai vào tháng 8 năm 2018 tại Quảng Trị đã thu hút sự chú ý của báo chí và độc giả. Theo Diệu Thúy, chồng cô chỉ là một doanh nhân bình thường, không phải "đại gia" như các lời đồn. Tuy nhiên trong một bài phỏng vấn vào tháng 3 năm 2021, cô cho biết vì tính chất công việc mà hai người đã "quay lại làm bạn" và cô đã độc thân hơn một năm.

## Đánh giá
Mặc dù hai nghề chính của Diệu Thúy không liên quan đến chuyên ngành học, nhưng ở cả hai cương vị diễn viên và phi công, Diệu Thúy đều nhận được lời khen từ người trong nghề. Trong quá trình quay Huyền thoại 1C, Diệu Thúy đã phải tự mình trải qua những cuộc sống của các thanh niên xung phong trong thời kỳ chiến tranh, không ngại khó khăn khi quay phim, nhờ vậy mà nhận được lời khen "tiếp thu nghề nhanh, lạnh lẹ, có triển vọng" từ đạo diễn Nguyễn Thanh Vân.
Cơ trưởng Nguyễn Nam Liên - Giám đốc trường Phi công Bay Việt từng nhận xét về Diệu Thúy:
| “ | Tôi rất khâm phục Thúy vì cô ấy xuất thân từ showbiz, một môi trường nếu không có chí hướng, lý trí thường dễ bị cuốn vào đó, khó có thể theo đuổi hành trình trở thành phi công khó khăn, gian khổ. Mặc dù sau này làm tiếp viên hàng không cho một hãng hàng đầu thế giới, nhưng với cô ấy thời gian đó chỉ là tích lũy tiền để trở thành phi công. | ” |

## Cuộc thi sắc đẹp
| Năm  | Cuộc thi                       | Danh hiệu       | Nguồn         |
| ---- | ------------------------------ | --------------- | ------------- |
| 2009 | Duyên dáng sinh viên thế kỷ 21 | Miss Thân thiện | [ 32 ]        |
| 2010 | Người đẹp Hoa anh đào          | Miss Áo dài     | [ 33 ]        |
| 2011 | Miss Sunplay                   | Đoạt giải       | [ 34 ] [ 35 ] |

## Phim đã tham gia
| Năm  | Phim                     | Đóng vai  | Vai trò       | Đoàn phim | Phát sóng                  | Nguồn                |
| ---- | ------------------------ | --------- | ------------- | --- | -------------------------- | -------------------- |
| 2011 | Dốc sương Mù             | H'Mây     | Vai chính     | Đạo diễn: Nguyễn Lê Minh                                                                                                   | - VTV9 - QTV3              | [ 6 ] [ 7 ]          |
| 2012 | Huyền thoại 1C           | Lê        | Vai chính     | - Biên kịch: Anh Động - Đạo diễn: Nguyễn Thanh Vân                                                                         | - HTV9 - VTV1              | [ 15 ] [ 36 ] [ 37 ] |
| 2012 | Những mảnh đời giông bão | An Lành   | Vai chính     | Đạo diễn: Hoàng Trung | - HTVC Thuần Việt - THTG   | [ 38 ] [ 39 ]        |
| 2013 | Bên kia sông             | Minh Khuê | Vai thứ chính | - Biên kịch: Ngô Hoàng Giang, Minh Diệu - Đạo diễn: Đỗ Phú Hải, Phạm Minh Châu - Các diễn viên khác: Việt Anh, Tạ Minh Tâm | HTV9                       | [ 40 ] [ 41 ]        |
| 2013 | Người giúp việc          | Thắm      | Vai thứ chính | - Biên kịch: Châu Thổ, Đào Phương - Đạo diễn: Diệp Quốc Thành - Các diễn viên khác: Kim Xuân, Thanh Vy                     | HTV9                       | [ 42 ] [ 43 ]        |
| 2014 | Đồng tiền đen            | Ánh Ngọc  | Vai chính     | - Đạo diễn: Bùi Cường - Các diễn viên khác: Bình Minh, Hoàng Anh                                                           | - HTVC Thuần Việt - SCTV14 | [ 44 ] [ 45 ]        |